# Hudson Soft
Hudson Soft（日语： kabushiki-gaisha Hadoson），是一家已被併購的日本电子游戏发行商，主要業務為游戏软件开发与销售。2012年，成為科樂美數位娛樂的事業品牌，公司法人消滅。

## 历史

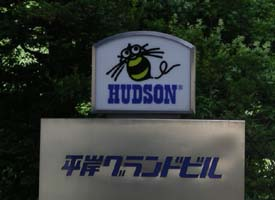
札幌市原Hudson總部所在大樓外的Hudson招牌

1973年5月18日，Hudson由工藤裕司和工藤浩两兄弟创立於札幌市豐平區，他们喜欢火车，所以將公司命名为「Hudson Locomotives」（命名源于日本國鐵C62型蒸汽機車所使用的4-6-4軸配置「Hudson」）。Hudson最初以销售电信设备和艺术照片為主要業務。
1975年9月，Hudson开始销售个人电脑相关产品。
1978年3月，Hudson開始製作和销售电子游戏.
1984年，Hudson加入任天堂FC游戏机陣營，為FC首批第三方软件销售商，首款作品是《牛奶與花生》（家用電腦移植，是首款由第三方開發的任天堂主機遊戲）。在FC推出的游戏《超級運動員》（Lode Runner）销售量达150万份。同時，该公司继续为NEC PC-8801、MSX、ZX Spectrum等其他平台开发游戏。
1984年11月，公司重组为Hudson Soft Co., Ltd.。
1985年，FC游戏机上的《炸弹人》发售并且获得巨大成功。
1987年7月，Hudson开发了"C62 System"，并与NEC合作开发PC Engine游戏主機。这是FC以外在日本最成功的，但TurboGrafx-16在北美市场份额比任天堂的超级任天堂和世嘉的Genesis都要少。
1989年，Hudson在香港成立「和盛電腦技術有限公司」（Hudson ERA Soft Co., Ltd.），並連續三年在香港灣仔修頓球場舉辦遊戲展及比賽。
1992年，Hudson ERA於香港開發首款帶有中文語言選擇的PC Engine遊戲軟體《忍者龍劍傳》，同時協助TVB拍攝電視劇《都市的童話》。
1994年，由Hudson独立开发的32位半导体芯片"HuC62"在NEC的PC-FX游戏平台上使用。
1995年11月17日，Hudson ERA解散。
2000年12月, Hudson Soft Co., Ltd.在大阪證券交易所股票上市。2001年8月，科樂美（Konami）购买了Hudson 5.6百万份额的股票，并成为了该公司的最大股东。收购的同时，Hudson获得了Konami Computer Entertainment Studio的札幌分部，命名为Hudson Studio。
2005年4月，Konami成为Hudson的主要股东. Hudson继续自主生产，但与Konami的合作更紧密。
2010年－2011年期间，Hudson大量员工转投到任天堂的子公司NDcube工作室（現今Nintendo Cube），其负责人是Hudson创始人工藤裕司。
2011年1月，Hudson完全成为Konami的子公司。
2012年3月1日，Hudson并入科樂美數位娛樂，品牌保留，公司法人註銷。
2014年1月1日，Hudson品牌註銷、併入科樂美品牌，也關閉了官網，結束了約40年的歷史。